# Monte Po
Monte Po (Munti Pojru in dialetto catanese) è un quartiere di Catania che dal 2013 fa parte della V Circoscrizione, risultata dall'accorpamento delle ex VII e VIII Municipalità, che include i quartieri di Nesima, San Leone, Curìa e una parte di San Nullo.

## Geografia fisica
Area edificata monolitica, dai confini netti e riconoscibili, posta nel quadrante più occidentale della città; confina a ovest, a nord-ovest e a nord con l'insediamento del polo commerciale di Misterbianco, a nord-est con il quartiere Nesima, a est e a sud-est con una grande area non edificata di proprietà pubblica corrispondente alla contrada Telegrafo Vecchio e a sud con il quartiere San Giorgio, con il quale è collegata dallo stradale Cravone, che costeggia il confine comunale.

## Origini del nome
Nessuna relazione con il grande fiume italiano: trattasi di un oronimo che identifica un nome che deve la sua origine alla presenza di una collina, un monte od un'altura nei suoi immediati paraggi. La denominazione deriva da quella che viene comunemente denominata Collina di Monte Po, al di sotto della quale sorge l'abitato.
Il toponimo Monte Po attinge alla forma dialettale Munti Poju o Munti Pojru, cioè "Monte Poggio"; "Po" è quindi l'apocope del termine Poju. La parola è stata troncata a metà ed è rimasta in uso solo la prima parte: i suoi abitanti dovrebbero perciò venir chiamati montepojoti o montepoggioti (in catanese muntipujoti o muntipujroti).

## Monumenti e luoghi d'interesse

### Architetture religiose
- Chiesa di Santa Maria di Nuovaluce, via Letterio Lizio Bruno[2].

### Siti archeologici
Interessante reperto di epoca romana è una porzione dell'acquedotto che dalle sorgenti dell'attuale comune di Santa Maria di Licodia portava l'acqua a Catania.
Per la sua posizione elevata rispetto al territorio circostante, ottimo punto di osservazione sulla città, sul mare, l'Aeroporto e l'entroterra, la collina di Monte Po era un punto strategico da cui controllare il territorio e la via Palermo che collegava Catania a Misterbianco, l'Entroterra siciliano e giungeva fino alla città di Palermo. A questo scopo prima e durante la seconda guerra mondiale furono costruiti bunker e torrette d'avvistamento. L'area è stata utilizzata come luogo d'addestramento dall'Esercito Italiano fino all'inizio degli anni sessanta.
Negli anni venti del XX secolo venne individuata e riportata alla luce ciò che rimaneva di una basilica bizantina, posta alla base della collina tra l'attuale campo sportivo e l'istituto alberghiero. All'inizio degli anni novanta furono intrapresi i primi lavori di scavo da parte della sovraintendenza ai beni culturali, ma furono poco dopo interrotti per mancanza di fondi. Tali antiche strutture sono rimaste in stato di abbandono.

## Società

### Istituzioni, enti e associazioni
È presente un Centro servizi del comune di Catania che comprende auditorium, anagrafe, biblioteca e uffici di circoscrizione.

## Cultura

### Scuole
Sono presenti un asilo nido in via Salvatore Raccuglia, un istituto comprensivo in via Leonardo Vigo e due plessi dell'istituto alberghiero.

## Geografia antropica

### Urbanistica
L'area del quartiere Monte Po fino agli anni sessanta del Novecento era adibita ad uso agricolo, con la presenza di edifici rurali del tipo a masseria abitate dai mezzadri con annessi magazzini e stalle, risalenti al XIX secolo.
Il quartiere venne progettato come satellite di ispirazione razionalista dall'architetto e urbanista Federico Gorio in collaborazione con Marcello Vittorini a scopo di edilizia residenziale pubblica; realizzato all'estrema periferia occidentale a partire dal 1969 come appendice della città, su una superficie di 25 ettari, adatto ad ospitare 5 000 abitanti. 
Fino ai primi anni settanta il quartiere era costituito da un gruppo di palazzi che sorgevano sul terreno argilloso sprovvisti di tutti i servizi. Con molto ritardo fu dotato delle opere di infrastrutturazione primaria, come l'asfaltatura delle strade, l'illuminazione pubblica, l'acquedotto, gli autobus urbani, gli edifici scolastici e di culto.
La rete stradale e gli insediamenti abitativi sono stati completati; sono poco presenti gli esercizi commerciali concentrati in via Serafino Amabile Guastella e via Leonardo Vigo e assenti quelli di intrattenimento. 
Sono presenti piccole aree a verde in largo Alberto Favara con parco giochi, piazza Mercato e sotto il centro servizi di quartiere. 
È da tempo in progetto la creazione di un parco suburbano utilizzando le aree non edificate a sud-est del quartiere, il cosiddetto "Parco Monte Po", corrispondente alla contrada Telegrafo Vecchio; l'area è costituita da aree agricole incolte, collinette e avvallamenti e confina a sud col quartiere di San Giorgio.

## Infrastrutture e trasporti
Costruito sul versante nord della collina di Monte Po, è costituito per intero da edifici di edilizia residenziale pubblica di tipo a torre e in linea, così determinando uno schema stradale regolare che segue l'orografia del luogo con strade piuttosto ampie. La porta d'ingresso è la piazza Mercato a cui si accede attraverso varie bretelle che dalla circonvallazione portano sotto al cavalcavia della circonvallazione collegandosi anche al corso Karl Marx di Misterbianco. Un altro accesso è costituito dallo stradale Cravone che una volta scavalcato il crinale della collina si dirige verso sud in direzione del quartiere San Giorgio.
Il quartiere è servito da alcune linee di bus urbani gestiti da AMT: 421, 532, 635, 601.
A fine luglio del 2015 sono stati avviati i lavori per la prosecuzione della Metropolitana di Catania in direzione Misterbianco; il quartiere è servito dal 2024 dalla stazione sotterranea denominata Monte Po, i cui accessi sono ubicati in piazza del Mercato.

## Sport

### Impianti sportivi
- Campo di calcio a 11 sito alla fine di via Palermo, dove si giocano partite dei campionati italiani dilettantistici.
- Campetto da calcio in via Salvatore Marino.